# آکادمی موسیقی بروکلین
آکادمی موسیقی بروکلین (انگلیسی: Brooklyn Academy of Music) یک مرکز هنرهای نمایشی در نیویورک، ایالات متحده آمریکا است.
این آکادمی که در سال ۱۹۰۸ میلادی تأسیس شده دارای ۴ سالن ۲٬۱۰۹ نفر، ۸۷۴ نفر، ۳۵۰ نفر و ۲۵۰ نفر می‌باشد.

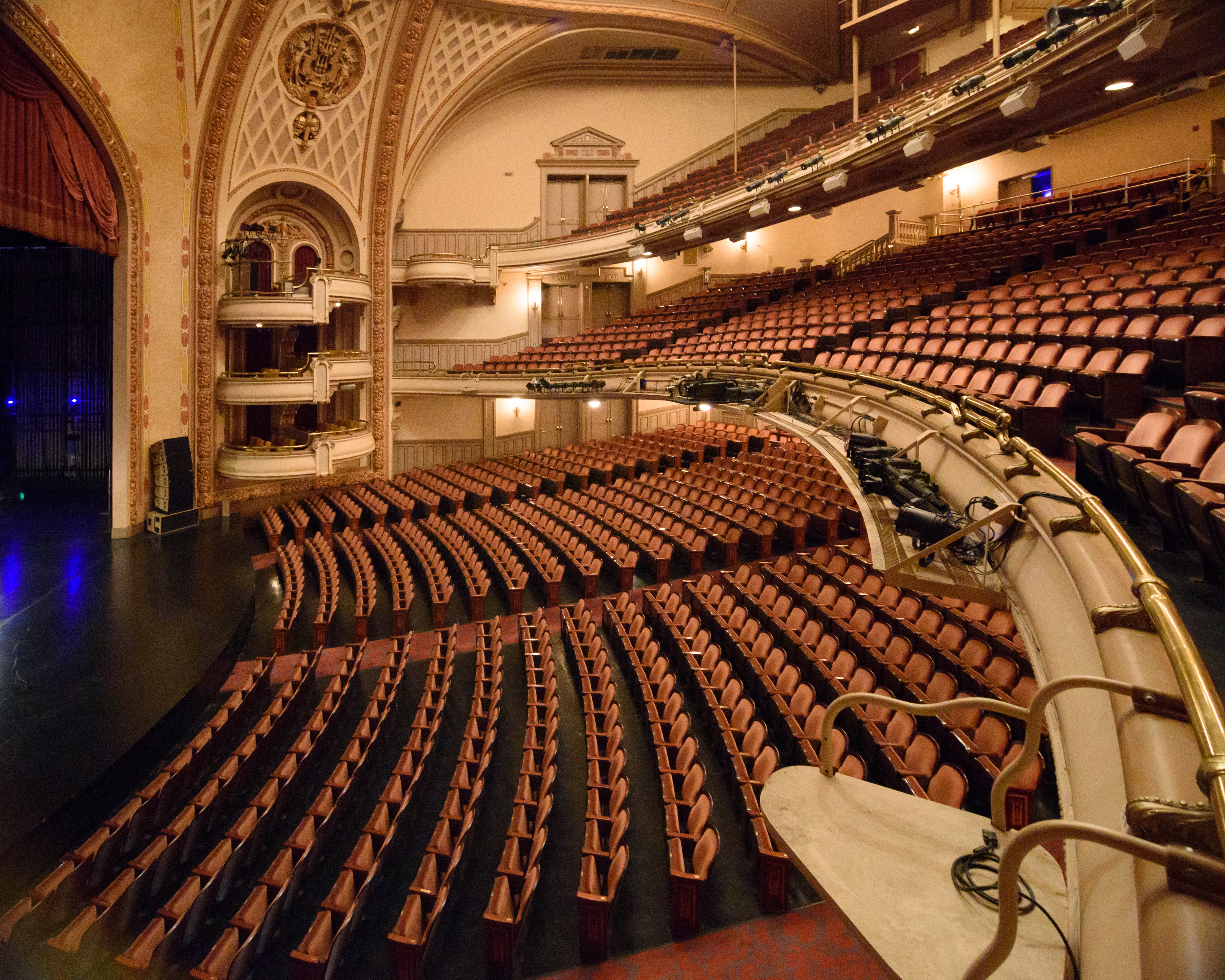
خانه اپرا هاوارد گیلمن